# Södertälje Sportklubb
Il Södertälje Sportklubb, noto anche come Södertälje SK, è un club di hockey su ghiaccio con sede a Södertälje, in Svezia.
Fondato il 22 febbraio 1902, nel corso della sua storia ha vinto 7 titoli di campione di Svezia (1925, 1931, 1941, 1944, 1953, 1956, 1985).